# Dangarsleigh
 (octobre 2018).
Dangarsleigh est un village australien situé dans la zone d'administration locale de la région d'Armidale en Nouvelle-Galles du Sud, à environ 11 kilomètres au sud-est d'Armidale. Il tire son nom de l'explorateur Henry Dangar (1796-1861). Près du village, s'élève les Dangars ou chutes de Dangarsleigh, où les eaux de la rivière Salisbury tombent de 120 mètres dans les gorges en contrebas, au milieu du parc national des Oxley Wild Rivers.
La population s'élevait à 120 habitants en 2021.